# Campeonato Europeu de Esportes Aquáticos de 2004
O Campeonato Europeu de Esportes Aquáticos de 2004 foi a 27ª edição do evento organizado pela Liga Europeia de Natação (LEN). A competição foi realizada entre os dias 5 de maio e 16 de maio de 2004 no Centro de Natação M-86, em Madrid na Espanha. 

## Medalhistas

### Natação
Masculino
| Evento          | Ouro                                                                                      | Ouro     | Prata                                                                         | Prata    | Bronze                                                                      | Bronze   |
| 50 m Livre      | Alexander Popov · Rússia                                                                  | 22.32    | Stefan Nystrand · Suécia                                                      | 22.42    | Lorenzo Vismara · Itália                                                    | 22.45    |
| 100 m Livre     | Filippo Magnini · Itália                                                                  | 48.87    | Pieter van den Hoogenband · Países Baixos                                     | 49.33    | Christian Galenda · Itália                                                  | 49.55    |
| 200 m Livre     | Pieter van den Hoogenband · Países Baixos                                                 | 1:47.05  | Andrey Kapralov · Rússia                                                      | 1:48.28  | Filippo Magnini · ItáliaMassimiliano Rosolino · Itália                      | 1:48.69  |
| 400 m Livre     | Emiliano Brembilla · Itália                                                               | 3:49.14  | Yuri Prilukov · Rússia                                                        | 3:49.51  | Dragoş Coman · Roménia                                                      | 3:49.52  |
| 1500 m Livre    | Yuri Prilukov · Rússia                                                                    | 15:04.35 | Igor Chervynskyi · Ucrânia                                                    | 15:11.94 | Dragoş Coman · Roménia                                                      | 15:15.52 |
| 50 m Costas     | Stev Theloke · Alemanha                                                                   | 25.61    | Darius Grigalionis · Lituânia                                                 | 25.67    | David Ortega · Espanha                                                      | 25.69    |
| 100 m Costas    | László Cseh · Hungria                                                                     | 55.26    | Markus Rogan · Áustria                                                        | 55.27    | Stev Theloke · Alemanha                                                     | 55.39    |
| 200 m Costas    | Markus Rogan · Áustria                                                                    | 1:57.58  | Răzvan Florea · Roménia                                                       | 1:58.00  | Simon Dufour · França                                                       | 1:58.54  |
| 50 m Peito      | Oleg Lisogor · Ucrânia                                                                    | 27.55    | Hugues Duboscq · França                                                       | 28.23    | Matjaž Markič · Eslovênia                                                   | 28.24    |
| 100 m Peito     | Oleg Lisogor · Ucrânia                                                                    | 1:01.13  | Hugues Duboscq · França                                                       | 1:01.25  | Richárd Bodor · Hungria                                                     | 1:01.54  |
| 200 m Peito     | Paolo Bossini · Itália                                                                    | 2:11.73  | Dmitry Komornikov · Rússia                                                    | 2:12.02  | Richárd Bodor · Hungria                                                     | 2:13.27  |
| 50 m Borboleta  | Sergiy Breus · Ucrânia                                                                    | 24.02    | Nikolay Skvortsov · Rússia                                                    | 24.05    | Andriy Serdinov · Ucrânia                                                   | 24.16    |
| 100 m Borboleta | Andriy Serdinov · Ucrânia                                                                 | 52.31    | Franck Esposito · França                                                      | 52.65    | Nikolay Skvortsov · Rússia                                                  | 52.74    |
| 200 m Borboleta | Denys Sylantyev · Ucrânia                                                                 | 1:56.71  | Ioan Gherghel · Roménia                                                       | 1:56.82  | Anatoly Polyakov · Rússia                                                   | 1:57.45  |
| 200 m Medley    | Markus Rogan · Áustria                                                                    | 1:59.79  | Jani Sievinen · Finlândia                                                     | 2:00.43  | Massimiliano Rosolino · Itália                                              | 2:00.53  |
| 400 m Medley    | László Cseh · Hungria                                                                     | 4:12.86  | Luca Marin · Itália                                                           | 4:14.31  | Alessio Boggiatto · Itália                                                  | 4:14.32  |
| 4x100 m Livre   | Itália · Lorenzo Vismara · Christian Galenda · Giacomo Vassanelli · Filippo Magnini       | 3:15.66  | Rússia · Andrey Kapralov · Yevgeniy Lagunov · Ivan Usov · Denis Pimankov      | 3:17.00  | França · Amaury Leveaux · Germain Cayette · Julien Sicot · Fabien Gilot     | 3:18.10  |
| 4x200 m Livre   | Itália · Emiliano Brembilla · Matteo Pelliciari · Massimiliano Rosolino · Filippo Magnini | 7:11.93  | Rússia · Maxim Kuznetsov · Yevgeniy Natsvin · Andrey Kapralov · Yuri Prilukov | 7:16.95  | França · Fabien Horth · Nicolas Kintz · Nicolas Rostoucher · Amaury Leveaux | 7:19.00  |
| 4x100 m Medley  | Ucrânia · Volodymyr Nikolaychuk · Oleg Lisogor · Andriy Serdinov · Yuriy Yegoshyn         | 3:37.14  | França · Simon Dufour · Hugues Duboscq · Franck Esposito · Julien Sicot       | 3:37.77  | Hungria · László Cseh · Richárd Bodor · Zsolt Gáspár · Attila Zubor         | 3:37.86  |

Feminino
| Evento          | Ouro                                                                        | Ouro    | Prata                                                                              | Prata   | Bronze                                                                             | Bronze  |
| 50 m Livre      | Therese Alshammar · Suécia                                                  | 25.12   | Svitlana Khakhlova · Bielorrússia                                                  | 25.20   | Sandra Völker · Alemanha                                                           | 25.24   |
| 100 m Livre     | Malia Metella · França                                                      | 54.46   | Marleen Veldhuis · Países Baixos                                                   | 54.86   | Nery Mantey Niangkouara · Grécia                                                   | 55.05   |
| 200 m Livre     | Camelia Potec · Roménia                                                     | 1:58.20 | Solenne Figuès · França                                                            | 1:58.30 | Josefin Lillhage · Suécia                                                          | 1:59.45 |
| 400 m Livre     | Laure Manaudou · França                                                     | 4:07.90 | Camelia Potec · Roménia                                                            | 4:09.31 | Yana Klochkova · Ucrânia                                                           | 4:10.53 |
| 800 m Livre     | Erika Villaecija · Espanha                                                  | 8:31.26 | Anja Čarman · Eslovênia                                                            | 8:37.10 | Camelia Potec · Roménia                                                            | 8:37.56 |
| 50 m Costas     | Ilona Hlaváčková · Chéquia                                                  | 29.00   | Nina Zhivanevskaya · Espanha                                                       | 29.03   | Alessandra Cappa · Itália                                                          | 29.28   |
| 100 m Costas    | Laure Manaudou · França                                                     | 1:00.93 | Stanislava Komarova · Rússia                                                       | 1:01.89 | Nina Zhivanevskaya · Espanha                                                       | 1:02.38 |
| 200 m Costas    | Stanislava Komarova · Rússia                                                | 2:10.97 | Anja Čarman · Eslovênia                                                            | 2:13.12 | Sanja Jovanović · Croácia                                                          | 2:13.95 |
| 50 m Peito      | Maria Östling · Suécia                                                      | 31.68   | Elena Bogomazova · Rússia                                                          | 31.90   | Majken Thorup · Dinamarca                                                          | 32.05   |
| 100 m Peito     | Svitlana Bondarenko · Ucrânia                                               | 1:09.23 | Elena Bogomazova · Rússia                                                          | 1:09.37 | Mirna Jukić · ÁustriaMaria Östling · Suécia                                        | 1:09.41 |
| 200 m Peito     | Mirna Jukić · Áustria                                                       | 2:27.25 | Alenka Kejžar · Eslovênia                                                          | 2:29.71 | Elena Bogomazova · Rússia                                                          | 2:29.77 |
| 50 m Borboleta  | Natalya Sutyagina · Rússia                                                  | 27.04   | Martina Moravcová · Eslováquia                                                     | 27.09   | Chantal Groot · Países Baixos                                                      | 27.11   |
| 100 m Borboleta | Martina Moravcová · Eslováquia                                              | 58.05   | Malia Metella · França                                                             | 58.78   | Otylia Jędrzejczak · Polónia                                                       | 58.85   |
| 200 m Borboleta | Otylia Jędrzejczak · Polónia                                                | 2:06.47 | Paola Cavallino · Itália                                                           | 2:09.27 | Mette Jacobsen · Dinamarca                                                         | 2:09.43 |
| 200 m Medley    | Yana Klochkova · Ucrânia                                                    | 2:12.56 | Hanna Shcherba · Bielorrússia                                                      | 2:15.03 | Beatrice Câșlaru · Roménia                                                         | 2:15.70 |
| 400 m Medley    | Yana Klochkova · Ucrânia                                                    | 4:38.52 | Éva Risztov · Hungria                                                              | 4:40.34 | Anja Klinar · Eslovênia                                                            | 4:46.05 |
| 4x100 m Livre   | França · Solenne Figuès · Céline Couderc · Aurore Mongel · Malia Metella    | 3:40.67 | Países Baixos · Chantal Groot · Inge Dekker · Annabel Kosten · Marleen Veldhuis    | 3:41.39 | Suécia · Johanna Sjöberg · Gabriella Fagundez · Cathrin Carlzon · Josefin Lillhage | 3:43.54 |
| 4x200 m Livre   | Espanha · Tatiana Rouba · Melissa Caballero · Laura Roca · Erika Villaecija | 8:03.41 | França · Céline Couderc · Katarin Quelennec · Elsa N'Guessan · Solenne Figuès      | 8:06.04 | Roménia · Camelia Potec · Larisa Lăcustă · Beatrice Câșlaru · Simona Păduraru      | 8:06.26 |
| 4x100 m Medley  | França · Laure Manaudou · Laurie Thomassin · Aurore Mongel · Malia Metella  | 4:05.96 | Ucrânia · Iryna Amshennikova · Svitlana Bondarenko · Yana Klochkova · Olga Mukomol | 4:06.35 | Países Baixos · Stefanie Luiken · Madelon Baans · Chantal Groot · Marleen Veldhuis | 4:07.41 |

### Maratona aquática
Masculino
| Evento | Ouro                        | Ouro      | Prata                       | Prata     | Bronze                    | Bronze    |
| 5 km   | Fabio Venturini · Itália    | 51:41.4   | Alan Bircher · Reino Unido  | 51:55.4   | Stefano Rubaudo · Itália  | 52:11.8   |
| 10 km  | Yevgeniy Kochkarov · Rússia | 1:45:21.5 | Massimiliano Parla · Itália | 1:45:22.8 | Anton Sanachev · Rússia   | 1:45:23.9 |
| 25 km  | Yevgeniy Kochkarov · Rússia | 4:18:00.5 | David Meca · Espanha        | 4:18:00.5 | Petar Stoychev · Bulgária | 4:18:02.5 |

Feminino
| Evento | Ouro                     | Ouro      | Prata                      | Prata     | Bronze                      | Bronze    |
| 5 km   | Britta Kamrau · Alemanha | 59:11.3   | Stefanie Biller · Alemanha | 59:14.4   | Xenia López · Espanha       | 59:16.3   |
| 10 km  | Britta Kamrau · Alemanha | 1:54:24.0 | Marta Nogues · Espanha     | 1:54:25.6 | Angela Maurer · Alemanha    | 1:54:26.0 |
| 25 km  | Britta Kamrau · Alemanha | 4:39:11.0 | Natalia Pankina · Rússia   | 4:39:23.5 | Ivanka Moralieva · Bulgária | 4:41:21.2 |

### Nado sincronizado
Feminino
| Evento     | Ouro                                               | Ouro   | Prata                                    | Prata  | Bronze                                   | Bronze |
| Solo       | Virginie Dedieu · França                           | 99.600 | Natalia Ishchenko · Rússia               | 97.800 | Gemma Mengual · Espanha                  | 97.300 |
| Dueto      | Rússia · Anastasia Davydova · Anastasiya Yermakova | 99.500 | Espanha · Gemma Mengual · Paola Tiradoss | 97.600 | França · Virginie Dedieu · Laure Thibaud | 96.300 |
| Equipe     | Rússia                                             | 99.300 | Espanha                                  | 97.900 | Itália                                   | 96.400 |
| Combinação | Espanha                                            | 97.900 | Itália                                   | 95.500 | Grécia                                   | 94.200 |

### Saltos Ornamentais
Masculino
| Evento                       | Ouro                                      | Ouro   | Prata                                                                           | Prata  | Bronze                                     | Bronze |
| Trampolim 1 m                | Joona Puhakka · Finlândia                 | 430.86 | Nicola Marconi · Itália                                                         | 392.25 | Tobias Schellenberg · Alemanha             | 389.07 |
| Trampolim 3 m                | Andreas Wels · Alemanha                   | 695.76 | Joona Puhakka · Finlândia                                                       | 676.80 | Vassiliy Lisovskiy · Rússia                | 668.28 |
| Plataforma 10 m              | Anton Zakharov · Ucrânia                  | 666.18 | Heiko Meyer · Alemanha                                                          | 664.80 | Roman Volodkov · Ucrânia                   | 649.98 |
| Trampolim 3 m sincronizado   | Itália · Nicola Marconi · Tommaso Marconi | 322.50 | Rússia · Sergey Anikin · Vassiliy Lisovskiy                                     | 321.90 | Ucrânia · Dmytro Lysenko · Yuriy Shlyakhov | 321.24 |
| Plataforma 10 m sincronizado | Ucrânia · Anton Zakharov · Roman Volodkov | 354.72 | Alemanha · Tony Adam · Heiko Meyer Rússia · Oleg Vikulov · Konstantin Khanbekov | 345.78 |                                            |        |

Feminino
| Evento                       | Ouro                                      | Ouro   | Prata                                           | Prata  | Bronze                                        | Bronze |
| Trampolim 1 m                | Heike Fischer · Alemanha                  | 289.26 | Natalya Umyskova · Rússia                       | 285.45 | Tania Cagnotto · Itália                       | 283.95 |
| Trampolim 3 m                | Yuliya Pakhalina · Rússia                 | 575.94 | Vera Ilyina · Rússia                            | 573.99 | Olena Fedorova · Ucrânia                      | 524.31 |
| Plataforma 10 m              | Tania Cagnotto · Itália                   | 538.56 | Olena Zhupina · Ucrânia                         | 507.45 | Valentina Marocchi · Itália                   | 504.93 |
| Trampolim 3 m sincronizado   | Rússia · Vera Ilyina · Yuliya Pakhalina   | 337.38 | Alemanha · Ditte Kotzian · Conny Schmalfuß      | 302.64 | Ucrânia · Olena Fedorova · Kristina Ishchenko | 289.59 |
| Plataforma 10 m sincronizado | Alemanha · Nora Subschinski · Annett Gamm | 303.72 | Espanha · Dolores Saez de Ibarra · Leire Santos | 294.60 | Itália · Brenda Spaziani · Valentina Marocchi | 294.06 |

## Quadro de medalhas
| Ordem | País          | Medalha de ouro | Medalha de prata | Medalha de bronze | Total |
| ----- | ------------- | --------------- | ---------------- | ----------------- | ----- |
| 1     | Ucrânia       | 11              | 3                | 5                 | 19    |
| 2     | Rússia        | 10              | 14               | 6                 | 30    |
| 3     | Itália        | 8               | 6                | 12                | 26    |
| 4     | Alemanha      | 7               | 3                | 5                 | 15    |
| 5     | França        | 6               | 7                | 4                 | 17    |
| 6     | Espanha       | 3               | 6                | 4                 | 13    |
| 7     | Áustria       | 3               | 1                | 1                 | 5     |
| 8     | Hungria       | 2               | 1                | 3                 | 6     |
| 9     | Suécia        | 2               | 1                | 2                 | 5     |
| 10    | Roménia       | 1               | 3                | 5                 | 9     |
| 11    | Países Baixos | 1               | 3                | 2                 | 6     |
| 12    | Finlândia     | 1               | 2                | 0                 | 3     |
| 13    | Eslováquia    | 1               | 1                | 0                 | 2     |
| 14    | Polónia       | 1               | 0                | 1                 | 2     |
| 15    | Chéquia       | 1               | 0                | 0                 | 1     |
| 16    | Eslovênia     | 0               | 3                | 2                 | 5     |
| 17    | Bielorrússia  | 0               | 2                | 0                 | 2     |
| 18    | Reino Unido   | 0               | 1                | 0                 | 1     |
| 18    | Lituânia      | 0               | 1                | 0                 | 1     |
| 20    | Bulgária      | 0               | 0                | 2                 | 2     |
| 20    | Dinamarca     | 0               | 0                | 2                 | 2     |
| 20    | Grécia        | 0               | 0                | 1                 | 1     |
| 23    | Croácia       | 0               | 1                | 0                 | 1     |
| Total | Total         | 58              | 58               | 59                | 175   |